# Vida Yeboah
Pour les articles homonymes, voir Yeboah.
Vida Amaadi Yeboah (1944-2006) est une éducatrice, femme politique et dirigeante ghanéenne. Vice-ministre de l'Éducation et de la Culture de 1988 à 1993, Vida Yeboah a contribué à la création du Forum des éducatrices africaines (FAWE) en 1992. Élue membre du Parlement en 1992, elle est par la suite membre du gouvernement de Jerry Rawlings, au poste de ministre du Tourisme, de 1997 à 2001.

## Biographie
Vida Yeboah naît le 27 juillet 1944 dans son village familial maternel de la région de l'Est, fille de Kate Oye Ntow Ofosu et Eric Perigrino Nelson. Elle fait ses études à la Wesley Girls High School avant d'obtenir son bachelor en français à l'université du Ghana. Elle décroche ensuite une maîtrise de français à l'université de Bordeaux en France, et un diplôme d'études supérieures en éducation à l'université de Cape Coast. Elle enseigne pendant quatorze ans dans des écoles de filles au Ghana, devenant directrice de l'école secondaire pour filles de Mfantsiman, avant d'être nommée secrétaire d'État adjointe à l'Éducation en 1985.
De 1988 à 1993, Vida Yeboah est vice-ministre de l'Éducation et de la Culture. Elle remanie le système scolaire préuniversitaire, augmentant les taux de scolarisation des filles. En 1992, elle cofonde le Forum des éducatrices africaines avec quatre autres femmes africaines ministres de l'Éducation : Fay Chung (en) du Zimbabwe, Simone Testa des Seychelles, Paulette Missambo du Gabon et Alice Tiendrebeogo du Burkina Faso.
Aux élections législatives ghanéennes de 1992, Vida Yeboah est élue députée de la circonscription d'Akwapim Sud, puis réélue avec 48 % des voix lors des élections de 1996. De 1993 à 1997 environ, elle est ministre sans portefeuille dans le cabinet du président. De 1997 à 2001, elle est ministre du Tourisme, un poste ministériel situé en dehors du cabinet.

## Prix et distinctions
On se souvient de Vida Yeboah comme l'une des quatre fondatrices de la section ghanéenne du Forum des éducatrices africaines (Forum for African Women Educationalists, FAWE).